# 함백역
함백역(Hambaek station, 咸白驛)은 강원특별자치도 정선군 신동읍에 위치한 함백선의 철도역이다.
1957년에 개역하였으며, 현재의 역사는 건축 50여년만인 2006년에 철거된 것을 2008년에 원형 그대로 복원 한 것이다. 여객 영업은 2008년 1월 1일 이후 모두 중단하였다. 그러나 함백역을 통과하는 여객열차가 2편성 있으며, 화물열차 역시 다수 경유한다.
역사적으로는 함백탄전지대 혹은 함백광업소가 인접하여 수십년간 대한민국 석탄산업의 중심지 역할을 해온 것은 물론, 정치인 손학규가 학생운동 시절 수배되어 도피처로 이 곳을 이용한 적이 있었고, 문화적으로는 영화 《엽기적인 그녀》의 촬영 배경지로 알려져있다.

## 역사 철거와 복원

### 불시 철거 논란
2006년 10월 31일에 정선군 측의 공문 지시로 지역주민과의 아무런 협의 없이 역사가 철거되어, 해당 지역주민들의 거센 반발을 불러왔다. 특히 한국철도시설공단은 함백역의 철거에 대해 정선군 측에 공문 발송으로만 양해를 구하려했고, 당초 11월 30일이었던 예정일을 한달 앞서서 전격 시행한 점과 함께 철거를 시행할 때 역의 각종 사유, 기록물을 따로 보관하지 않고 무차별적으로 철거, 파괴한 점 때문에 잇단 비난 여론을 받게 되었다.

### 복원 추진
철거 직후인 2006년 11월 7일 신동면 주민들이 주민회의를 통해 성금을 모아 역사를 복원하기로 합의하고,  2007년에는 함백역 복원 추진위원회가 결성되었다. 이후 모금, 지원운동과 함께 지자체와의 여러 협의를 거쳐 2008년 6월 9일에 기공식을 가졌다. 그러나 때마침 발생한 화물노조의 파업으로 인하여 주요 건설물자의 운송에 차질을 입어, 실질적인 착공은 6월 25일 오전 7시 30분에 이루어졌다. 착공당일 기초공사를 하던 도중, 1957년 역 건설 당시의 기초공사가 매우 탄탄하게 이루어졌음이 확인되었다.
당초 함백역은 철거된 지 꼭 2년 만인 2008년 10월 31일에 준공식을 가지려 했으나, 국가기록원으로부터 '기록사랑마을 1호'로 함백역을 포함한 이 일대가 선정되면서 '기록사랑마을 1호'로의 공식 선포식과 함께 병행하기로 하여 2008년 11월 25일에 준공식을 갖게 되었다. 재건립된 역 내부에는 국가기록원의 주선으로 함백역과 이 지역에 관한 역사 등을 소개하는 전시공간을 갖추었다.

## 연혁
- 1957년 3월 10일 : 보통역으로 영업 개시, 역사 신축 준공
- 1976년 12월 30일 : 조동~함백 간 루프식 터널 개통
- 1993년 8월 31일 : 함백광업소 폐광[6]
- 1998년 2월 3일 : 역원 무배치 간이역으로 격하
- 2004년 4월 1일 : 통일호 열차 운행 중지, 하행선 무궁화호 1회만 정차
- 2006년 10월 31일 : 함백역사 철거
- 2008년 1월 1일 : 여객취급 중지
- 2008년 6월 9일 : 함백역사 복원공사 기공식
- 2008년 6월 25일 : 함백역사 복원공사 실질 착공(오전 7시 30분)
- 2008년 11월 25일 : 함백역사 복원 준공식(기록사랑마을 1호 선포식과 병행)

## 사진

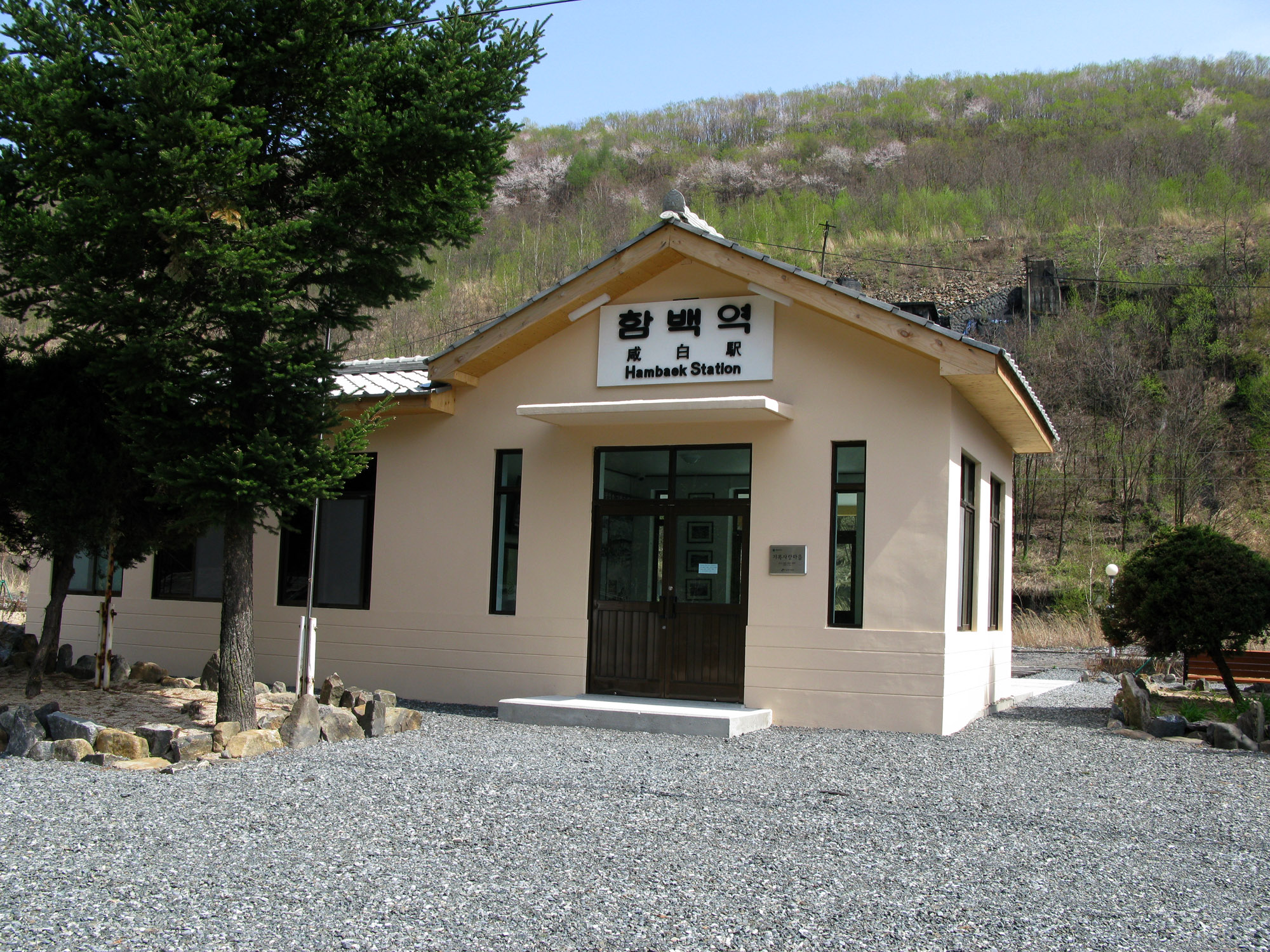
함백역사 앞면
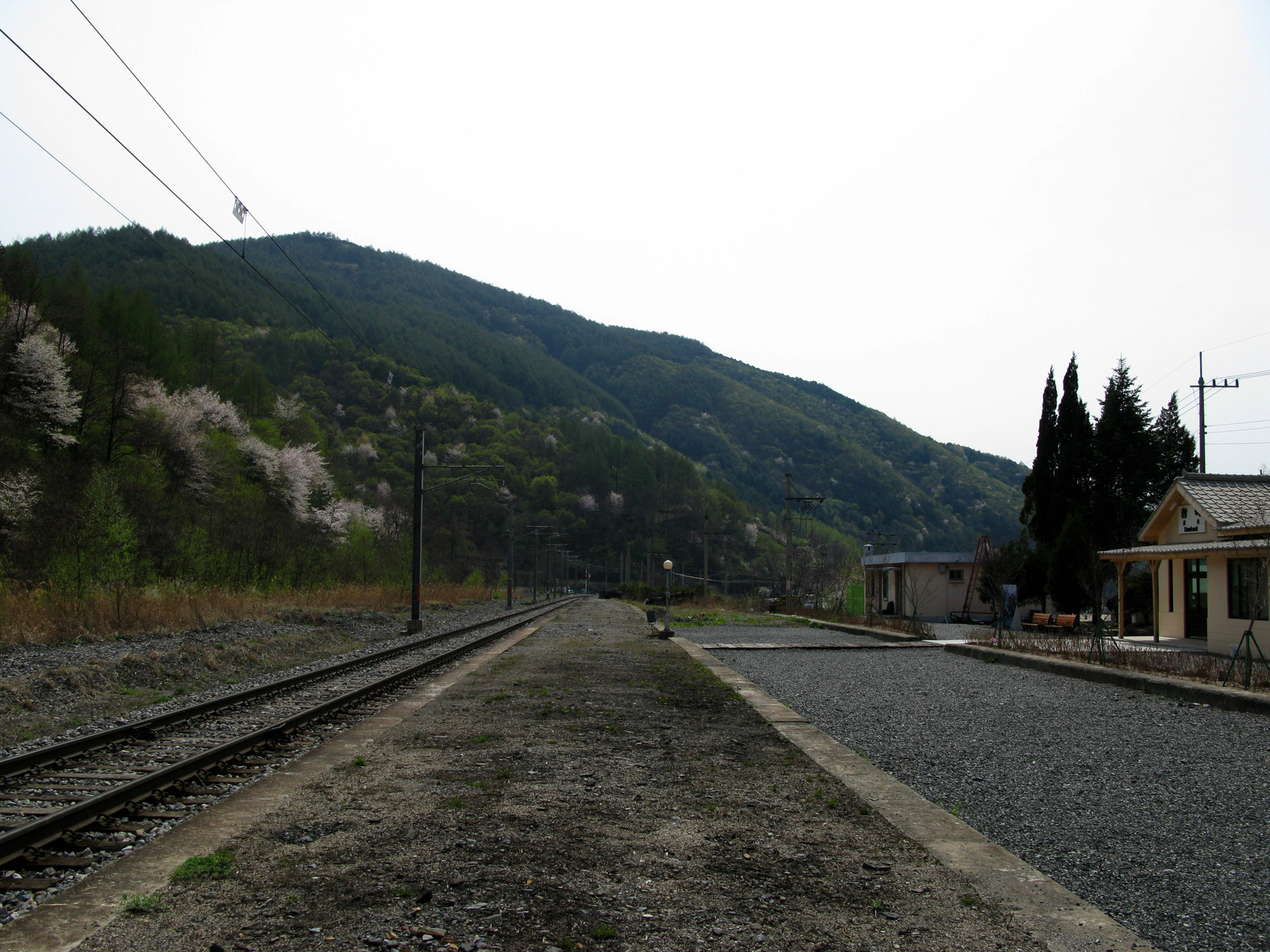
예미 방면
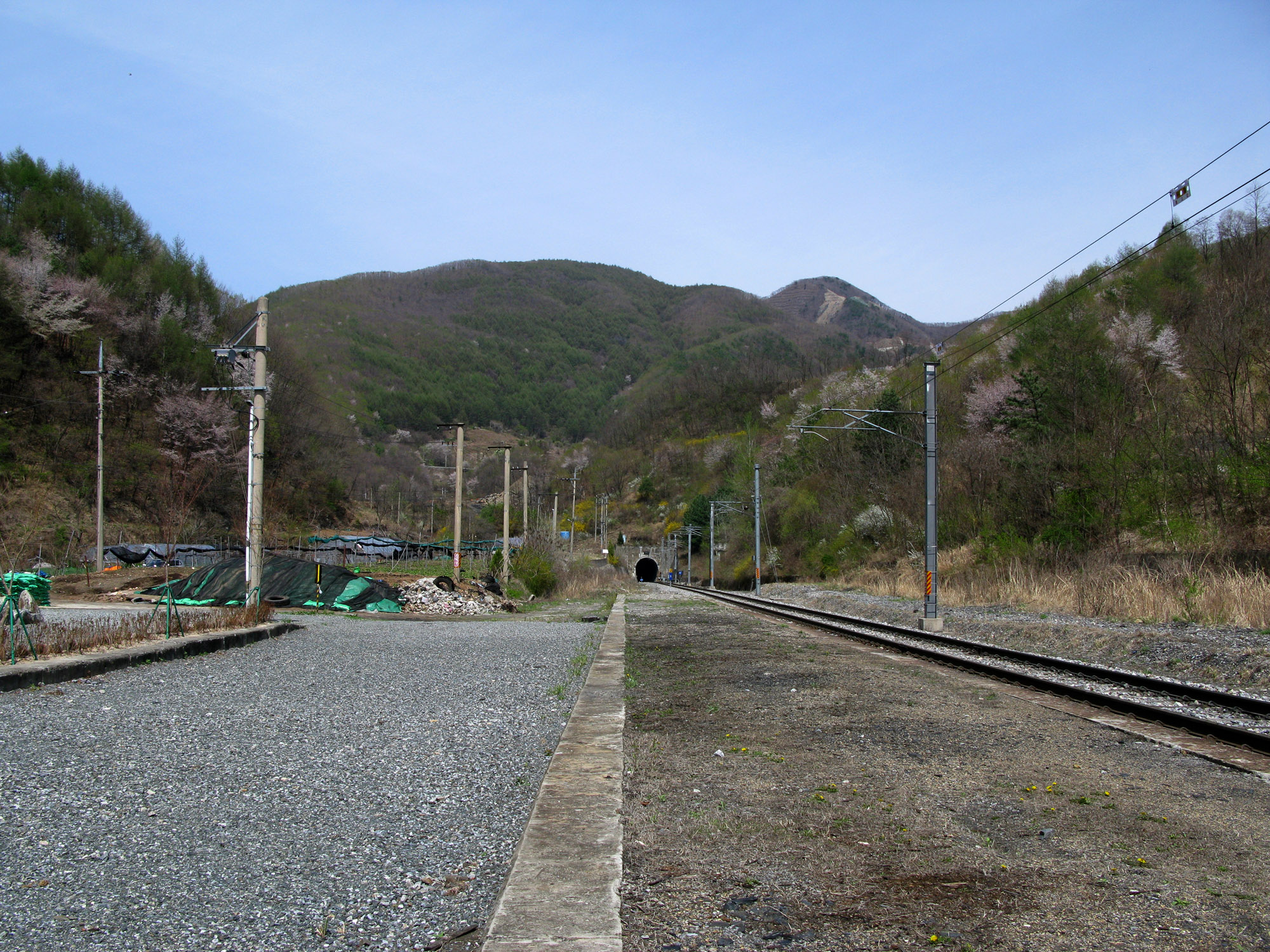
조동 방면